# Rhabdochona oncorhynchi
Rhabdochona oncorhynchi är en rundmaskart. Rhabdochona oncorhynchi ingår i släktet Rhabdochona och familjen Thelaziidae. Inga underarter finns listade i Catalogue of Life.